# Honville
Pour les articles homonymes, voir Honville (homonymie).
Honville (luxembourgeois Honerëf/Hauneref, en allemand Hanf) est un village de la commune belge de Fauvillers située en Région wallonne dans la province de Luxembourg. Avant la fusion des communes de 1977, il faisait partie de la commune de Hollange.

## Géographie
Honville se trouve à sept kilomètres au nord-est du village de Fauvillers et est délimité au sud-est par la frontière luxembourgeoise.